# Campeonato Europeo de Vóley Playa de 2001
El IX Campeonato Europeo de Vóley Playa se celebró en Jesolo (Italia) entre el 6 y el 9 de septiembre de 2001 bajo la organización de la Confederación Europea de Voleibol (CEV) y la Federación Italiana de Voleibol.

## Medallistas
| Evento    | Oro                                           | Plata                                        | Bronce                                      |
| --------- | --------------------------------------------- | -------------------------------------------- | ------------------------------------------- |
| Masculino | Markus Egger · Sascha Heyer · Suiza           | Paul Laciga · Martin Laciga · Suiza          | Vegard Høidalen · Jørre Kjemperud · Noruega |
| Femenino  | Vasilikí Karantasiu · Efrosyni Sfyrí · Grecia | Nicole Schnyder-Benoît · Simone Kuhn · Suiza | Andrea Ahmann · Ulrike Schmidt · Alemania   |

## Medallero
| Núm. | País     | Oro | Plata | Bronce | Total |
| ---- | -------- | --- | ----- | ------ | ----- |
| 1    | Suiza    | 1   | 2     | 0      | 3     |
| 2    | Grecia   | 1   | 0     | 0      | 1     |
| 3    | Alemania | 0   | 0     | 1      | 1     |
| 3    | Noruega  | 0   | 0     | 1      | 1     |
|      | TOTAL    | 2   | 2     | 2      | 6     |